# Afkast
Afkast eller kapitalafkast betegner den fortjeneste, der opnås ved at besidde et økonomisk aktiv i løbet af en bestemt tidsperiode, ofte et år. Det omfatter ændringen i værdien af aktivet, også kaldet en kurs- eller kapitalgevinst, og alle de udbetalinger, som ejeren modtager fra investeringen, f.eks. aktieudbytter eller dividender, renter og lejeindtægter. Kapitalindkomst, som normalt formodes at udgøre mellem 25 og 30 % af den samlede primære indkomst i vestlige lande (mens resten af indkomsten er arbejdsindkomst), består af forskellige former for afkast af kapital. Forrentning i bred forstand (forstået som mere end blot renteindtægter i snæver forstand, også omfattende kapitalgevinster og andre former for kapitalindkomst) er et synonym for kapitalafkast.
Afkast kan enten måles i absolutte værdier (f.eks. i kroner) eller som en andel (procentsats) af aktivets værdi. I sidstnævnte tilfælde taler man også om afkastraten.
Et afkast kan også være negativt. Taber man samlet på en investering, vil man altså sige, at den har givet et negativt afkast.
Ordet anvendes også til tider i overført betydning om gevinster af immateriel karakter, f.eks. i en sætning som "Løgstrups redegørelse for bevidstheden er ikke en egentlig teori, men nok så meget et afkast af en beskæftigelse med andre ting".

## Afkastraters størrelse
Forventede afkastrater vil normalt være positive, men kan variere meget i størrelse; de vil bl.a. være stærkt afhængige af risikoen ved den pågældende type investering: Jo højere risiko, jo højere forventet afkast vil man normalt regne med, fordi de fleste investorer er risikoaverse. Man siger, at forskellige former for investeringer har forskellige risikopræmier. For investeringer på linje med typiske børsnoterede aktier regnes ofte med gennemsnitlige årlige afkast på mellem 5 og 10 % betragtet over meget lange tidsperioder, men med mulighed for store udsving fra periode til periode og også fra land til land.